# Tanapseudes ormuzana
Tanapseudes ormuzana är en kräftdjursart som beskrevs av Mihai Bacescu 1978. Tanapseudes ormuzana ingår i släktet Tanapseudes och familjen Kalliapseudidae. Inga underarter finns listade i Catalogue of Life.